# Nía Correia
Estefanía Correia (Las Palmas de Gran Canaria, 2 de gener de 1994), més coneguda com a Nía, és una cantant canària, coneguda per ser la guanyadora de l'edició de 2020 del concurs Operación Triunfo.
Ha treballat com a cantant al musical de El Rei Lleó i ha treballat a Eivissa com a animadora en un espectacle. A més ha cantat en la Coral de l'Orquestra Filharmònica de Gran Canària.
Durant el concurs de RTVE, va destacar per la seva qualitat i la seva veu, motius pels quals no va ser mai proposada per a abandonar el programa. A més, va ser la primera finalista i la guanyadora del talent show. Les seves actuacions van destacar pel ritme i el moviment, amb coreografies complicades molt ben executades.
Durant el concurs va llançar el seu primer single, Ocho Maravillas. El juliol de 2021, va veure la llum el primer EP de la cantant, titulat Cuídate. El senzill de presentació va ser la cançó Malayerba. En la tardor de 2021 es va saber que participaria en la 9a edició del concurs Tu cara me suena, d'Antena 3.
El 2022, va actuar al Benidorm Fest com a artista convidada.

## Discografia
- Ocho Maravillas (2020)
- Cuídate (2021)